# Dannemora
Dannemora is een plaats in de gemeente Östhammar in het landschap Uppland en de provincie Uppsala län in Zweden. De plaats heeft 238 inwoners (2005) en een oppervlakte van 66 hectare.